# アルコール
化学においてのアルコール（葡: álcool、蘭: alcohol）とは、炭化水素の水素原子をヒドロキシ基 (-OH) で置き換えた物質の総称である。ただし、芳香環の水素原子を置換したものはフェノール類と呼ばれ、アルコールと区別される。
最初に「アルコール」として認識された物質は酒に含まれるエタノール（酒精）である。この歴史的経緯により、エタノールもしくは酒を指して「アルコール」と言うことも多い。

## 概要

アルコールの構造。Rは炭化水素。

アルコール類は、生体内での主要代謝物の1つであり、生体内に多種多様なアルコールが広く見いだされる。蝋はセタノールなど高級アルコールであり、脂肪（中性脂肪）は、グリセリンと脂肪酸とのエステルである。そして、糖類もアルコールである。ケトースやアルドースのカルボニル基が還元されたエリトリトールやキシリトール、ソルビトールなどは、糖アルコールと呼ばれる。

## 構造による分類

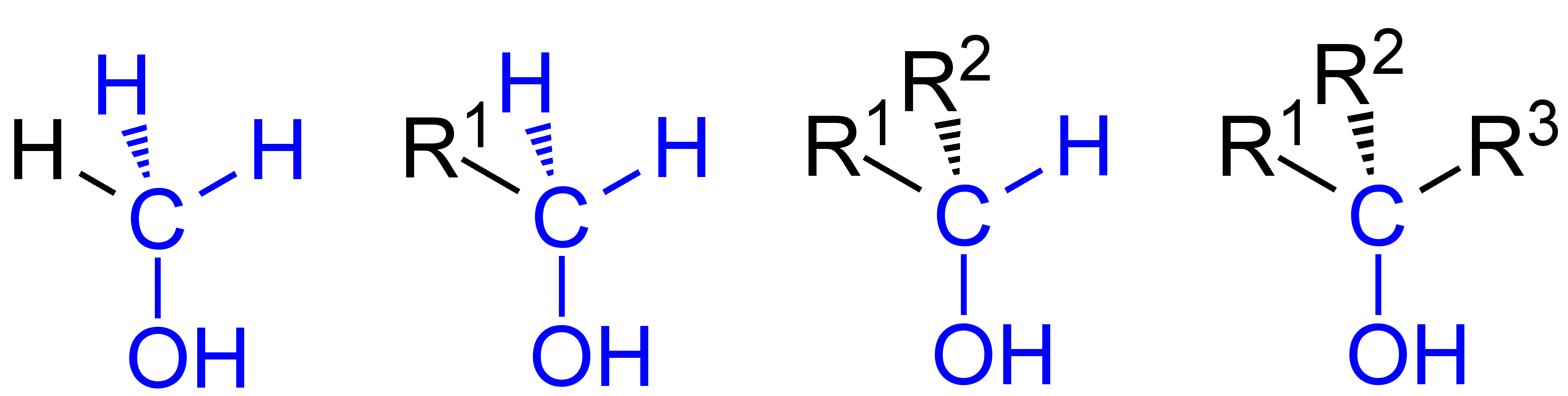
アルコールの分類（左から、メタノール、第一級アルコール、第二級アルコール、第三級アルコール）

ヒドロキシ基が結合している炭素原子に結合している炭化水素基の数で第一級アルコール（または第一アルコール）
、第二級アルコール（または第二アルコール）、第三級アルコール（または第三アルコール）という区別がある。ヒドロキシ基を酸化すると第一級アルコールはアルデヒドとなり、第二級アルコールはケトンとなる。第三級アルコールは酸化されにくい。なお、メタノールは炭素原子どうしの結合を持たないが、酸化してホルムアルデヒドとなるので、一般に第一級アルコールに含まれる。
それとは別に、炭素数が少ないアルコールを低級アルコール、炭素数が多いアルコールを高級アルコールと呼ぶことがある。低級アルコールは無色の液体であり、高級アルコールは蝋状の固体である。
さらに、結合しているヒドロキシ基の数がn個であるアルコールを、n価アルコール という。二価アルコールは特にグリコールとも呼ばれ、エチレングリコール、プロピレングリコールなどの例がある。グリコールは一般に粘性や沸点が高い。三価アルコールでは、代表的なものにグリセリンがある。

## 命名法
一般名では普通、対応するアルキル基の名称に "alcohol" の語を続けて命名する（例: methyl alcohol, ethyl alcohol）。プロパノールの場合、ヒドロキシ基がプロパンの末端（1位）炭素に置換した一級アルコール (CH3CH2CH2OH) は、n-プロピル基 (CH3CH2CH2−) にヒドロキシ基が結合した構造から、n-propyl alcohol （n-プロピルアルコール）と呼ばれる。一方、プロパンの中心（2位）の炭素に置換した第二級アルコール ((CH3)2CHOH) は、イソプロピル基 ((CH3)2CH-) とヒドロキシ基が結びついた構造から、isopropyl alcohol（イソプロパノール）と呼ばれる。また、イソプロパノールは第二級であることから、sec-propyl alcohol とも呼ばれる。"tert-" の接頭語は第三級アルコールを示す（例: tert-butyl alcohol）。2つのヒドロキシ基を持つ二価アルコールの場合は、2価の置換基名（ethylene, propyleneなど）に、"glycol" の語を続ける（例: HOCH2CH2CH2OH, propylene glycol）。
IUPAC命名法によると上記の一般名も維持されるが、IUPACの推奨する組織名では対応するアルカン鎖の名称の末尾の "-e" を "-ol" に変えて命名する（例: methanol, ethanol）。ヒドロキシ基の位置については、結合している炭素が末端から何番目かを表す数字を "-ol" の前につける（例: propan-1-ol, propan-2-ol）。他にも置換基があり、ヒドロキシ基が主基にならない場合 "hydroxy" の語を前につけて表す（例: 2-hydroxypropanoic acid）。また多価アルコールの場合は "-ol" を "-diol"（二価アルコールの場合）、"-triol"（三価アルコールの場合）のように ol の前に数詞をつけて命名する。位置番号のつけ方は同様である。

## 語源
アルコール (alcohol) の語源については正確な起源が判明しているわけではないものの、"al-" がアラビア語の定冠詞であることから、アラビア語に由来すると考えられている。そもそも、12世紀にイスラム社会の錬金術の発見を大衆向けに翻訳した数々のヨーロッパの翻訳者によって、アルコールは蒸留技法とともにその蒸留物のこととしてヨーロッパに紹介された。
多くの辞書では الكحل（ al-kuḥl ）から来たとする説を紹介している。al-kuḥl は、アラビア語の原義では殺菌剤と眉墨に利用されたアンチモン硫化物 Sb2S3 の非常に微細な粉体のことである。すなわち「さらさらしている」という意味であり、エタノールが水に比べてさらさらしているところから来ていると考えられる。
『Oxford English Dictionary』によると、1672年以来イギリスで流通している説では、アンチモン硫化物は天然鉱石の輝安鉱を閉じた容器の中で昇華し精製する。このことから他の精製技法も含め、蒸留一般のことを指していうようになり、その後、蒸留物であるエタノールを示す語に転化したものと考えられている。
ただし、この説にも異論があり、コーランにある الغول（ al-ghūl ）が由来であるという説がある。グールの原義は、精霊 (spirit) や魔人 (demon) で「ワインの性質を与えるもの」という意味である。蛇足になるが天体の "Algol" も起源を الغول に持つ。"spirits" や "spirits of wine" がアルコールの意味として同義なので、西側社会言語では広く受け入れられている。語源「アルコール」=「悪魔」は、1930年代のアメリカ禁酒運動のときに宣伝の目的で使われた。
日本には江戸時代にオランダ語 alcohol [ˈɑlkoˌɦɔl] ( 音声ファイル)が取り入れられ、オランダ語の発音のまま日本語でも「アルコホル」（ローマ字：arukohoru）と表記・発音した。なお、英語における発音 [ˈælkəˌhɔl] ( 音声ファイル)は「アルカホル」が近い（ただし、歴史的仮名遣いでは文節のはじめ以外の「ほ」は「お」と発音するので、「アルコオル」（ローマ字：arukooru）と発音する者もいたと考えられる）。昭和初期頃になると "alcohol" に該当する物質は「アルコホル」「酒精」「エチル・アルコール」「エタノール」「木酸化エタン」「メチルカビビノール」などと呼称が多数になっていたので、1931年（昭和6年）4月に資源局が標準用語を決めて発表した際、「アルコール」に表記・発音が統一された。Hの発音のないラテン語系言語のフランス語では「アルコル (alcool [alkɔl])」、イタリア語では「アルコル (alcol [ˈalkol])」と呼ばれる。

## 利用法
科学や産業の領域で、アルコール類は試薬、化合物の合成原料、洗浄剤、工業用溶剤、有機溶媒、燃料、消毒液などとして広く使用されている。最先端技術の領域では、ガソリン、あるいは有害な排気ガスを発生させる炭化水素の代換品として、よりクリーンに燃焼するエタノールやメタノールを使用する技術が確立された。
またアルコール類の中でもエタノールは、生体にとって毒性が比較的低く、飲用まで可能なことと、水と比べて非極性物質を溶解させやすい性質を持っていることにより、医薬品、香水、バニラのような植物エッセンスの溶媒としてしばしば使用される。酒類の製造工程でもエタノールが醸造されている。
アルコールを使った調理なども見られる。

## 製造
多くのアルコールが、酵母を使って果実や穀物を発酵させて得ることができる。これらのうち、飲用も可能なエタノールだけが発酵法で商業的に生産され、燃料や飲料の用途向けに用いられている。また、燃料用であれば例えばエチレンを原料に工業的に生産する場合もある。
他のアルコールは、天然ガス、石油あるいは石炭の副産物から工業的に生産されている。直鎖で炭素が偶数個の高級アルコールは、油脂を加水分解して得られる脂肪酸を還元することで製造される。最も単純なアルコールであるメタノールは、触媒の存在下に一酸化炭素を水素で還元すると得られる。
{\displaystyle {\ce {{CO}+ {2H2}+}}} 触媒 {\displaystyle {\ce {-> CH3OH}}}

## 物理的性質
アルコールはヒドロキシ基を持つことがその特徴である。ヒドロキシ基のためにアルコールは他の分子と水素結合を形成したり、極性分子としての性質を示したりする。そのため、同じ程度の分子量のエーテルに比べ、沸点や融点が高い。
アルコールのヒドロキシ基が親水性を持つ一方で、アルコールのアルキル基は疎水性を持つ。エタノール、メタノール、プロパノールなどの分子量の小さいアルコールでは、ヒドロキシ基が支配的であるため水に対して無制限に溶ける。一方で、ブタノールでは水にほどほど溶解し、ペンタノールでは水から遊離するようになる。

## 化学的性質
アルコールは非常に弱いながら酸としての性質を示す。それゆえプロトン性溶媒 (protic solvents) と呼ばれる。メタノール以外は水よりも弱く、アンモニアあるいはアセチレンよりは強い酸で、ヒドロキシ基からプロトンを放出する弱い酸である。共役塩基 (RO-) はアルコキシドアニオンと呼ばれる。弱い酸の共役塩基であることから明らかなように、アルコキシドは強力な塩基として知られる。
なお、同じくヒドロキシ基を持つフェノール類が、アルコールと区別される理由の1つは、一般的なアルコールよりもフェノールの酸性度が強いためである。これは、フェノールのヒドロキシ基がプロトンを放出した後に酸素原子上に残る負電荷が、芳香環へと非局在化できることが主な理由である。

## 合成
アルコールはアルデヒドやケトン、エステルなどを水素化リチウムアルミニウムなどで還元することで得られる。アルデヒド、ケトンやエポキシド、トリオキサンはグリニャール試薬などの有機金属を付加後に加水分解するとアルコールを与える。エステルを加水分解するとアルコールとカルボン酸に分かれる。有機ホウ素化合物や有機ケイ素化合物は酸化的に分解するとアルコールに変わる。前者の分解はヒドロホウ素化と合わせ、アルケンからアルコールに変換する合成経路となっている。
アルケンにヒドロキシ基を2個付加して 1,2-ジオールとすることができる。四酸化オスミウム、シャープレス不斉ジヒドロキシ化が用いられる。特に後者はアルケンに対して面選択的に酸化を行うことができる。

## 反応
アルコールの反応で最も重要なものは、ヒドロキシ基が他の基に置換される求核置換反応である。実際にアルコールをハロゲン化水素酸（たとえば濃塩酸）と強い条件で反応させると、ハロゲン化アルキルに変わる（ただし求核性の低いフッ素を除く）。実験室的手法としては、ハロゲン化リンやハロゲン化チオニルをアルコールと反応させてもハロゲン化アルキルが得られる。求核置換反応は、求核性の強いクロロ基（あるいはハロゲノ基）の方に平衡が傾く。しかし、条件を変えアルカリ性条件下にすると、ハロゲン化アルカンはアルコールのほうへ平衡が戻る。これが工業的に合成アルコールを製造する1つの方法になっている。
アルコールはそれ自身は求核性を持ち、硫酸を用い低温で脱水するとエーテルになる。また、カルボン酸などオキソ酸との脱水縮合（あるは酸ハロゲン化物との反応）ではエステルになる。硫酸存在下で高温で処理すると、アルコールは脱離反応により水とアルケンを生成する。逆に、アルケンは酸触媒存在下付加反応で水と反応させるとアルコールを生成するが、異性体が混合するので限られた局面以外には合成法としての価値はない。
第一級アルコールは PCC で酸化するとアルデヒド、過マンガン酸カリウムで酸化するとカルボン酸に変わる。第二級アルコールを PCC で酸化するとケトンが得られる。スワーン酸化、デス・マーチン酸化、ジョーンズ酸化はアルコールからカルボニル化合物を得る人名反応として用いられる。第三級アルコールは酸化されにくく、通常の酸化剤では酸化されない。

## 毒性
低分子のアルコールは「鼻を突く」と描写される刺激性を持ち、種類によっては特異な臭気を持つこともある。
アルコール飲料としてのエタノールは、酒とも呼ばれ、有史以前より、多種多様な衛生的、食事、薬用、宗教、そして快楽を得る目的で消費されてきた。世界保健機関は、健康にとって安全な飲酒レベルはないと発表している。一度に大量に摂取すると酔いあるいは泥酔の状態になり、恒久的な健康被害や死をもたらす（アルコール依存症や急性アルコール中毒）。また、アルコール飲料は、IARCによる発がん性リスク評価でGroup1（ヒトに対する発癌性が認められる）に分類されている。いわゆる悪酔いや二日酔いはエタノールの代謝物であるアセトアルデヒドが蓄積されることで生じると言われている。酒類に微量含まれるアミルアルコールもその原因のひとつであるとも言われる。 
エタノール以外のアルコールについては、グリセリンや糖のように生物に不可欠な物質もあれば、メタノールのように強い毒性を持つものもあり、毒性の有無や強さはさまざまである。しばしば毒性が問題になるアルコールには、メタノールとエチレングリコールがあり、これらは体内で代謝されて比較的強い酸を生じるため、アシドーシスにより臓器障害を引き起こし、最悪は死亡に至ることがある。このため、炭酸水素ナトリウムを静脈注射するなどして、血液の酸性化を抑える対症療法が行なわれる場合もある。
また、メタノールは代謝生成物の蟻酸により失明を引き起こすことが知られている。これらのアルコールはエタノールと代謝経路が競合するので、誤飲した場合にはエタノールを多量に投与して管理し、酵素によって代謝される前に体外に排出されるように、代謝されたとしても可能な限り少量ずつにして害が出にくいようにする。そして、葉酸の静注によって蟻酸の代謝を促進し、蟻酸による害が出にくいようにする場合もある。
この他、アルコールデヒドロゲナーゼ阻害剤としてフォメピゾールを投与して代謝速度を落として、代謝される前に体外に排出されるようにすることもある。さらに、血液中に回っているアルコール類や、蟻酸などの代謝産物は水溶性であるために、血液透析などの処置が行われることがある。

## 法律
日本では法律上、多くのアルコール類は、燃料・危険物として扱われる。
- 消防法（1948年7月24日–）危険物貯蔵施設に関する法律
第三章 危険物
第十条 指定数量以上の危険物は、貯蔵所（車両に固定されたタンクにおいて危険物を貯蔵し、又は取り扱う貯蔵所（以下「移動タンク貯蔵所」という。）を含む。以下同じ。）以外の場所でこれを貯蔵し、又は製造所、貯蔵所及び取扱所以外の場所でこれを取り扱ってはならない。ただし、所轄消防長又は消防署長の承認を受けて指定数量以上の危険物を、十日以内の期間、仮に貯蔵し、又は取り扱う場合は、この限りでない。
一定数量以上のアルコール類は危険物第四類アルコール類の規定にしたがった貯蔵施設で保管しなくてはならない。
- ただし、消防法において危険物を定義する同法別表第一では、第4類危険物「アルコール類」は炭素原子が3個以下で一価の飽和アルコール（メタノール・エタノール・プロパノール）と規定されており、ブタノールは同「第2石油類」、エチレングリコール・グリセリンは同「第3石油類」として規定されている。

その中で、エタノールは飲用される場合、市民の安全・公序良俗を守るために、薬物として扱われ規制される。
また、飲用のエタノールは酒税法の対象とされ高額な税金がかかる為、工業用などでは添加物を加えて飲用不可の状態としたもの（変性アルコール）が流通される。

## アルコキシド
アルコールのヒドロキシ基からプロトンを除去したアニオンが金属とつくる塩はアルコキシド (alkoxide) と呼ばれる。アルコールヒドロキシ基の酸性度が小さいので、一般に強塩基性を示し、強い求核剤でもある。金属としてはアルカリ金属とくにナトリウム、カリウムが利用される場合が多い。ただし、メタノール、エタノールなど比較的酸性度の大きい場合はマグネシウムが利用される場合もある。

## 主なアルコール類

### メタノールとエタノール
構造が単純で一般的なアルコールに、メタノール（メチルアルコール）、エタノール（エチルアルコール）が挙げられる。

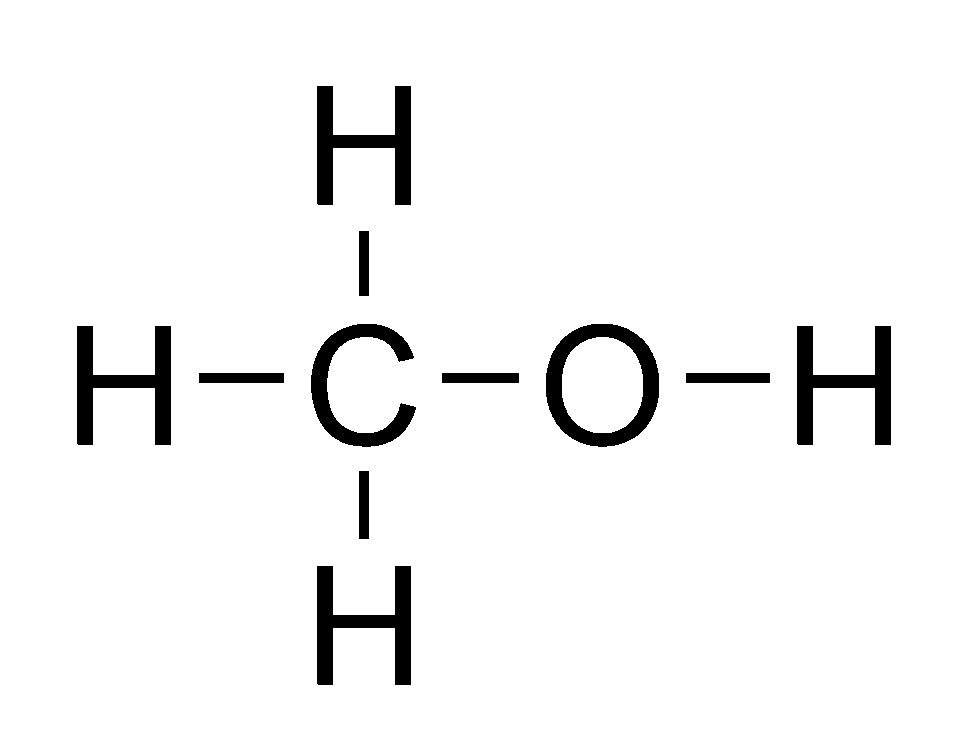
メタノールの構造
エタノールの構造

### 低級アルコール
- 2-プロパノール (2-propanol,propane-2-ol,isopropyl alcohol, sec-propyl alcohol, ) H3C-CH(OH)-CH3、消毒用アルコールの1種。
- エチレングリコール (ethylene glycol, ethane-1,2-diol) HOCH2CH2OH, ラジエーターの不凍液の主成分。
- グリセリン (glycerinor, glycerol, propane-1,2,3-triol) HOCH2CH(OH)CH2OH、脂肪や天然油脂トリグリセリド (triglycerides, triacylglycerols) の成分。

芳香族のうち、フェノールはベンゼン環にヒドロキシ基を持つものの、一般的なアルコールとは区別される。芳香族アルコールと言った場合は、ベンジルアルコールのようにベンゼン環に直接結合しないヒドロキシ基を持つアルコールを指す。

### 高級アルコール
脂肪族アルコールとも言い、通常炭素数6以上、あるいは8～22以上のものを指す。炭素数が多いほど親水性が弱まる。主に天然の脂肪や油脂を加水分解して得られる。ここでの高級とは値段が高いとか、品質が良いという意味ではない。
- カプリルアルコール capryl alcohol (1-octanol) - 8個の炭素原子
- ラウリルアルコール lauryl alcohol (1-dodecanol) - 12個の炭素原子
- ミリスチルアルコール myristyl alcohol (1-tetradecanol) - 14個の炭素原子
- セチルアルコール（セタノール）cetyl alcohol（または palmityl alcohol, 1-hexadecanol） - 16個の炭素原子
- ステアリルアルコール stearyl alcohol (1-octadecanol) - 18個の炭素原子
- オレイルアルコール oleyl alcohol (cis-9-octadecen-1-ol) - 18個の炭素原子、不飽和結合を含む。
- リノリルアルコール linoleyl alcohol (9Z,12Z-octadecadien-1-ol) - 18個の炭素原子、不飽和結合を含む。

### アルコキシド
- ナトリウムメトキシド
- ナトリウムエトキシド
- マグネシウムエトキシド